# Costa degli Schiavi

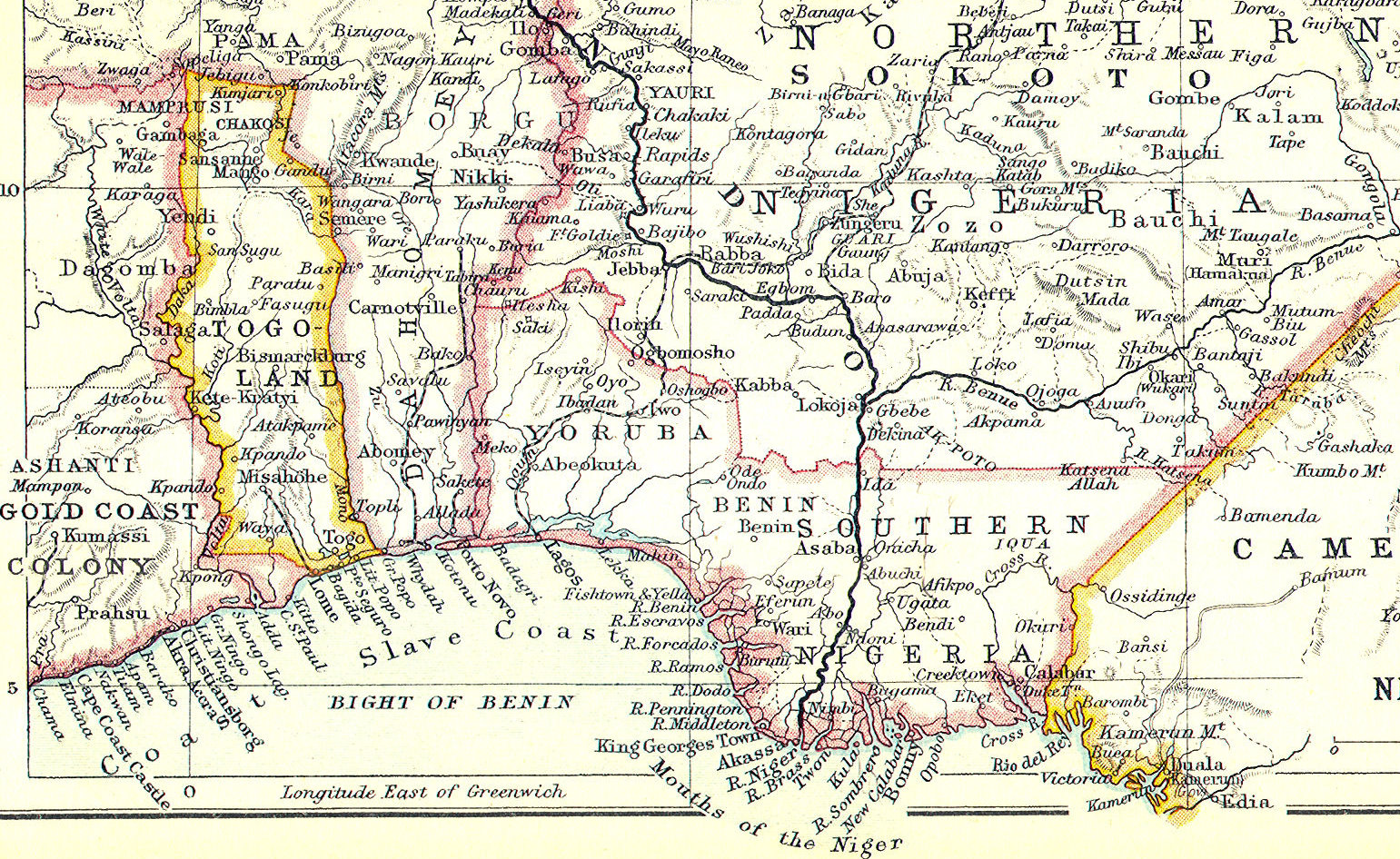
La Costa degli Schiavi (Slave Coast nella mappa) nel particolare di una carta geografica britannica del 1914 circa (John Bartholomew & Co.)

Costa degli Schiavi è il nome storico di un tratto della costa africana sull'Atlantico, compreso tra la foce dei fiumi Niger e Volta, regione che si affaccia sul Golfo di Guinea per una lunghezza di circa 450 Km.  Si tratta di una zona che corrisponde alla costa degli attuali stati del Ghana (Regione del Volta), del Togo, del Benin e della parte occidentale della Nigeria (stati di Ogun, Ondo e Lagos).
Il toponimo compare nelle mappe compilate dai navigatori europei che raggiunsero il Golfo di Guinea nel XVI secolo, con riferimento al commercio di schiavi da essi praticato nella regione. Con analogo riferimento al commercio, verso ovest, nell’ordine si trovavano: la Costa d'Oro (l'attuale Ghana), la Costa d'Avorio e la Costa del Pepe (l'attuale Liberia).

## Aspetti storici
Nel contesto della tratta atlantica degli schiavi africani, fu un importante centro del commercio di schiavi dal XVI secolo (quando fu raggiunta dai portoghesi) al XIX secolo (quando venne abolita la tratta). Gli schiavi venivano catturati da mercanti africani ed acquistati dagli europei in mercati come quelli di Ouidah, Aného, Porto Novo e Lagos.
La Costa degli Schiavi non fu l'unica zona coinvolta nella tratta che avrebbe avuto luogo per più di tre secoli sull'Atlantico, tuttavia da questa regione vennero deportate oltre due milioni di persone (un quinto degli Africani che raggiunsero le Americhe).
Nel corso del XVII secolo, le compagnie mercantili europee fondarono avamposti per stabilire relazioni commerciali con gli Stati dell'entroterra incentrate principalmente sul commercio di schiavi da destinare al Continente americano. Gli Stati della regione, in particolare il Regno del Benin, il Regno del Dahomey e l'Impero Oyo, richiedevano soprattutto metalli, beni di lusso, tessuti e prodotti artigianali; le merci europee erano cedute sia come mezzo di pagamento per gli schiavi sia come tasse di esportazione e importazione alle autorità. In seguito all'abolizione della tratta da parte degli europei (agli inizi del XIX secolo), le compagnie, soprattutto britanniche, promossero nei medesimi luoghi la coltivazione di prodotti da destinare all'esportazione in sostituzione degli schiavi (legitimate commerce). Nell'ultimo quarto del XIX secolo, il crescente interesse economico, la rivalità fra le potenze coloniali e la volontà di combattere la schiavitù nelle regioni dell'interno portarono all'istituzione di protettorati sui territori dell'entroterra, in corrispondenza dei porti commerciali, da parte di Regno Unito, Francia e Germania (al termine della prima guerra mondiale il territorio tedesco venne spartito fra Regno Unito e Francia). Entro il 1960 tutte le colonie della regione ottennero l’indipendenza.